# Hatfields & McCoys
Hatfields & McCoys ist eine dreiteilige US-amerikanische Miniserie aus dem Jahr 2012. In den zentralen Hauptrollen sind Kevin Costner und Bill Paxton zu sehen. Sie thematisiert die Fehde zwischen den Familien Hatfield und McCoy. Die Regie übernahm Kevin Reynolds. 
Die Erstausstrahlung in den Vereinigten Staaten fand vom 28. bis zum 30. Mai 2012 auf dem Fernsehsender History statt. Im deutschsprachigen Raum wurde die Miniserie zunächst vom 9. bis zum 23. Oktober 2013 bei RTL Crime ausgestrahlt, ehe sie im Free-TV am 19. November 2013 auf RTL Nitro gezeigt wurde.

## Besetzung und Synchronisation
Die deutsche Synchronisation entstand nach einem Dialogbuch und unter der Dialogregie von Stephan Hoffmann durch die Synchronfirma Berliner Synchron AG Wenzel Lüdecke.
| Schauspieler/in   | Rollenname                             | Teil | Synchronsprecher  |
| ----------------- | -------------------------------------- | ---- | ----------------- |
| Kevin Costner     | William Anderson „Devil Anse“ Hatfield | 1–3  | Frank Glaubrecht  |
| Bill Paxton       | Randolph „Randall“ McCoy               | 1–3  | Frank Röth        |
| Matt Barr         | Johnson „Johnse“ Hatfield              | 1–3  | Konrad Bösherz    |
| Tom Berenger      | Jim Vance                              | 1–3  | Gerald Paradies   |
| Powers Boothe     | Judge Valentine „Wall“ Hatfield        | 1–3  |                   |
| Andrew Howard     | „Bad“ Frank Phillips                   | 1–3  | Udo Schenk        |
| Jena Malone       | Nancy McCoy                            | 1–3  | Anne Helm         |
| Sarah Parish      | Levicy Hatfield                        | 1–3  |                   |
| Lindsay Pulsipher | Roseanna McCoy                         | 1–3  |                   |
| Ronan Vibert      | Perry Cline                            | 1–3  | Jörg Hengstler    |
| Joe Absolom       | Selkirk McCoy                          | 1–3  |                   |
| Noel Fisher       | Ellison „Cotton Top“ Mounts            | 1–3  | Roland Wolf       |
| Boyd Holbrook     | William „Cap“ Hatfield                 | 1–3  | Wanja Gerick      |
| Tom McKay         | Jim McCoy                              | 1–3  | Nico Sablik       |
| Sam Reid          | Tolbert McCoy                          | 1–3  | Gerrit Hamann     |
| Jilon VanOver     | Ransom Bray                            | 2–3  | Tobias Kluckert   |
| Mare Winningham   | Sally McCoy                            | 1–3  |                   |
| Katie Griffiths   | Alifair McCoy                          | 1–3  | Amelie Plaas-Link |

## Episoden
| Nr. | Deutscher Titel | Originaltitel | Erstausstrahlung USA | Deutschsprachige Erstausstrahlung (D) | Zuschauer (USA) |
| --- | --------------- | ------------- | -------------------- | ------------------------------------- | --------------- |
| 1   | Teil 1          | Episode 1     | 28. Mai 2012         | 9. Okt. 2013                          | 13,87 Mio.      |
| 2   | Teil 2          | Episode 2     | 29. Mai 2012         | 16. Okt. 2013                         | 13,13 Mio.      |
| 3   | Teil 3          | Episode 3     | 30. Mai 2012         | 23. Okt. 2013                         | 14,29 Mio.      |

## Produktion
Obwohl die Geschichte in den Appalachen in West Virginia und Kentucky spielt, fanden die Dreharbeiten in Rumänien in der Nähe von Brașov statt. Dabei übernahmen die Karpaten die Rolle der Appalachen.

## Auszeichnungen (Auswahl)
Kevin Costner wurde für seine Rolle bei den Golden Globe Awards 2013 in der Kategorie Bester Hauptdarsteller – Mini-Serie oder Fernsehfilm ausgezeichnet.
Bei der Primetime-Emmy-Verleihung 2012 konnte die Produktion in fünf Kategorien Preise gewinnen (u. a. Kevin Costner als „Hauptdarsteller in einer Miniserie oder einem Fernsehfilm“ sowie Tom Berenger als „Nebendarsteller in einer Miniserie oder einem Fernsehfilm“).